# José Luis Serzo
José Luis Serzo (Albacete, 19 de febrero de 1977) es un artista multidisciplinar español conocido por sus grandes exposiciones-relato. Post Show, El fantástico vuelo del hombre cometa, Thewelcome, Los sueños de I Ming o Los Señores del Bosque son algunas de sus series, en las que a través de pintura, dibujo, fotografía, objetos, instalación, vídeo y la literatura como hilo conductor, cuenta historias un tanto oníricas y con una trascendencia optimista. 
Su obra se ha podido ver en museos como: Casal Solleric de Palma de Mallorca, Museo ABC de Madrid, DOMUS ARTIUM DA2 de Salamanca, MACUF (La Coruña), Centro de Arte Contemporáneo La Conservera (Murcia), Kunstbunker Tumulka de Munich, Museo Nacional de Artes Decorativas (Madrid), CEART (Fuenlabrada), Centro de Cultura Contemporánea Las Cigarreras (Alicante), Freires Museum de Berlín, Museo de Albacete, Centro de Arte SangSang Madang (Seúl), Instituto Cervantes de Chicago, Museo de Adra (Almería), Fundación Botín (Santander), Centro de Arte Joven de la Comunidad de Madrid, Centro Internacional de Cultura Contemporánea de San Sebastián, Matadero Madrid, Kursaal Kutxaespacio del arte (San Sebastián), Wifredo Lam Ars Center, La Habana, Cuba, etc.

## Distinciones
- Primer Premio de Pintura 2000 'Fundación Valparaíso' Galería Alfama. Madrid
- Premio Pámpana de Plata de la LXVI Exposición Nacional de Artes Plásticas de Valdepeñas.(2003)
- Segundo Premio II Certamen de Dibujo Contemporáneo Pilar y Andrés Centenera Jaraba. Villa de Alovera. (2009)
- Primer Premio de Artes Plásticas de Albacete. (2009)
- Proyecto Sala 4 Museo ABC (2012)
- Encuentros de Arte Contemporáneo de Genalguacil, Málaga.(2014)